# Reino de Ceredigion
El reino de Ceredigion fue uno de los múltiples reinos galeses surgidos en la Britania posromana del siglo V. Su territorio se corresponde, aproximadamente, con el del actual condado de Ceredigion. Su escarpada geografía le hizo difícil de conquistar por los invasores extranjeros. Limita al oeste con la bahía de Cardigan. Ceredigion significa "el pueblo de Ceredig".

## Historia

Ubicación de Ceredigion en Gales.

Nennio, cronista galés del siglo X, asienta la tradición de que Ceredigion fue fundado por Ceredig, hijo de Cunedda. Según Nennio, Cunedda emigró con sus hijos y seguidores desde Yr Hen Ogledd (Escocia del sur) en el siglo V.
En la época prerromana y, posiblemente, durante la romana, una parte del sur de Ceredigion fue territorio de los Démetas y probablemente parte del de los Ordovicos. En la etapa postromana, sin embargo, no hay ninguna evidencia de que el reino de Dyfed incluyese zonas de Ceredigion. El moderno Ceredigion ocupa casi exactamente el territorio del antiguo reino de Ceredigion. Este nombre procede del adjetivo cereticianus, derivado del nombre propio Cereticus (Cere-dig), a quien se considera hijo de Cunedda. Aunque el moderno Ceredigion se corresponda muy estrechamente con el viejo reino de Ceredigion, parece que en los siglos XIII y XIV algunos lugares de Carmarthenshire, en el Valle del Cothi, de Cantref Mawr, y del extremo sur de la frontera del condado de Teifia se consideraban parte de Cardiganshire (Ceredigion). 
El Chronicon de Adam de Usk establece que el cwmwd de Caio se encontraba "in Comitatu di Cardikan". En la Carta de Talley Abbey, también se menciona a Brechfa como "Lanteilau Brechfa apud Keredigaun". Estas declaraciones pueden ser simplemente errores, o pueden ser ecos del hecho de que los reyes de Ceredigion conquistaron Y Cantref Mawr en el siglo VIII.

## Reyes
Los Annales Cambriae presentan la siguiente lista de gobernantes de Ceredigionː Cuneda, Ceretic, Iusay, Serguil, Bodgu, Artbodgu, Artgloys, Clitauc, Seissil, Arthgen, Dumnguallaun, Mouric y Guocaun. No obstante, la fiabilidad de las antiguas genealogías galesas ha sido puesta en duda, y muchas de las afirmaciones relativas a los descendientes de Cunedda podrían ser un mero intento de reafirmar en el siglo X la legitimidad de la dinastía reinante en Gwynedd.
De aceptar como válida la genealogía aportada por los Annales Cambriae, una posible cronología de estos reinados podría serː
- c.424 - c.453ː Ceretic / Corotic / Ceredig.
- c.453 - c.490ː Iusay / Usai ap Ceredig.
- c.490 - c.525ː Serguil / Serwyl ap Usai.
- c.525 - c.560ː Bodgu / Boddw ap Serwyl.
- c.560 - c.595ː Artbodgu / Arthfoddw ap Boddw.
- c.595 - c.630ː Artgloys / Arthlwys ap Arthwfoddw.
- c.630 - c.665ː Clitauc / Clydog ap Arthlwys.
- c.665 - c.700ː Seissil / Seisyll ap Clydog.

Seisyll conquistó Ystrad Tywi, tomándolo de Dyfed, con lo que el reino de Ceredigion, así ampliado, pasó a denominarse más tarde y en su honor reino de Seisyllwg. La Posterior unión, alrededor de 920, de los reinos de Seisyllwg y Dyfed daría origen al reino de Deheubarth, que continuaría existiendo, aunque no siempre como entidad independiente, hasta la conquista normanda de Gales.